# Cumberlandsche Galerie
Koordinaten: 52° 22′ 23,8″ N, 9° 44′ 35,4″ O

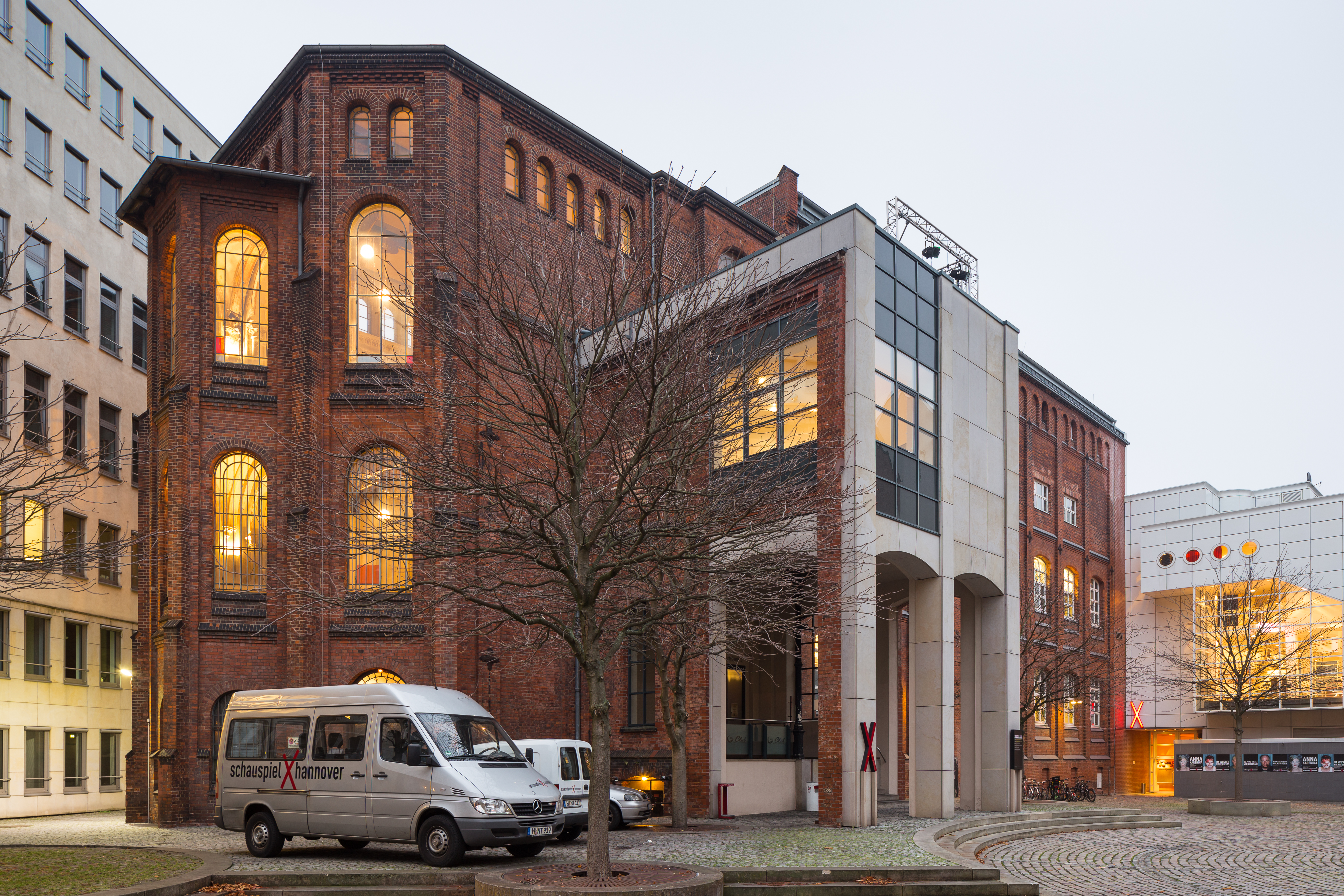
Schrägansicht der Cumberlandschen Galerie

Die Cumberlandsche Galerie in Hannover ist ein vom Architekten Otto Goetze zwischen 1883 und 1886 errichtetes Gebäude in Hannover, das die Gemäldegalerie des Herzogs von Cumberland aufnahm. Es befindet sich im Innenhof des Schauspielhauses Hannover im Stadtbezirk Mitte und ist über die Prinzenstraße zugänglich. Von der ursprünglichen Gemäldegalerie ist heute lediglich das Treppenhaus erhalten. 

## Geschichte

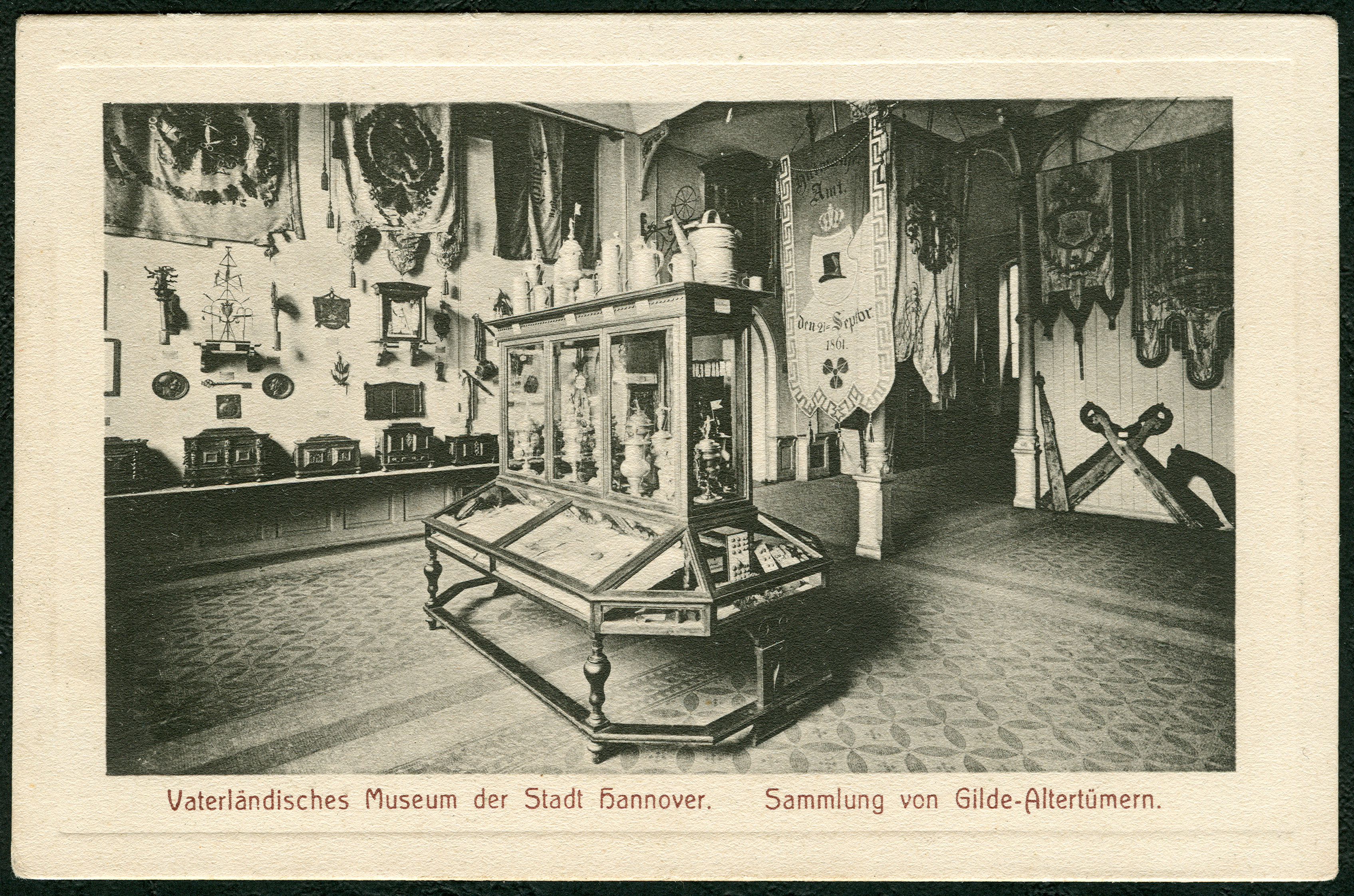
Seit 1903 in der Cumberlandschen Galerie: „Vaterländisches Museum der Stadt Hannover. Sammlung von Gilde-Altertümern.“
Ansichtskarte 1, Serie B, Georg Alpers jun., 1907

Das Galeriegebäude entstand aufgrund der 1881 entstandenen Überlegungen, darin als Erweiterung des Museums für Wissenschaft und Kunst die Gemäldesammlung von König Georg V. von Hannover, die „Hausmannsche Sammlung“ und Gemälde älterer und zeitgenössischer Maler aus welfischem Kunstbesitz unter einem Dach zu vereinen. Bis dahin waren die Gemälde an verschiedenen Orten verteilt und teilweise unzugänglich aufbewahrt. 
Auftraggeber für den Bau des Galeriegebäudes war Ernst-August zu Braunschweig-Lüneburg als letzter Kronprinz zu Hannover. Da er sich auch Herzog von Cumberland nannte, wurde der Bau danach benannt. Die Intention des Kronprinzen lag darin, ein Prestigeobjekt zu schaffen, das mit der Museumsinsel im damals preußischen Berlin gleichrangig sein sollte, um seine Thronansprüche zu verdeutlichen. Hintergrund war die Einverleibung des Königreichs Hannovers zu Preußen im Jahr 1866. 
Mit der Ausführung beauftragte Ernst-August den Architekten Otto Goetze, der das Gebäude nach dreijähriger Bauzeit fertigstellte. Das Gebäude schrieb bereits kurz nach seiner Fertigstellung Architekturgeschichte und gilt als eines der Hauptwerke des Funktionalismus im Stil der Hannoverschen Architekturschule. Typisch für diese Epoche der zweiten Hälfte des 19. Jahrhunderts sind die sogenannten Gusseisenarchitekturen, bei dem das Baumaterial Gusseisen eine strukturelle Rolle spielt. Der Stil entwickelte sich in der Zeit der industriellen Revolution, als Gusseisen bezahlbar massengefertigt werden konnte.
Erscheint die Galerie von außen wie ein Industriebau, vereint sie im Inneren zahlreiche Epochen. So lassen Romanik (Rundbögen), Gotik (lichtdurchflutete Innenräume), Barock (reichliche Verzierungen) und Industrieprodukte des Ingenieurbaus (sichtbare Eisenträger, Bodenfliesen) das Gebäude als Gesamtkunstwerk erscheinen. Die Architektur ermöglichte dem Kronprinzen seine Gemälde in dem zur jeweiligen Entstehungszeit der Gemälde entsprechendem Umfeld zu präsentieren. Zeitgenössische Kritiker empfanden die Cumberlandsche Galerie mit größerer Leichtigkeit behaftet als etwa das Neue Museum in Berlin, das hinsichtlich seiner Architektur in die Zeit des Klassizismus einzuordnen ist. Anfangs gehörte die Cumberlandsche Galerie als Ergänzungsbau zum Museumsverbund, der sich rückwärtig an das 1855 von Conrad Wilhelm Hase errichtete Backsteinhaus in der Sophienstraße anschloss, das heute als Künstlerhaus dient. 1925 verkaufte der Herzog von Cumberland die Galerie an die Provinzialverwaltung Hannovers, ehe sie in der Zeit des Nationalsozialismus dazu genutzt wurde, nationalsozialistische Propaganda auszustellen.
Zwei Zwischenbauten der Cumberlandschen Galerie aus den Jahren 1863 und 1878 sind im Zweiten Weltkrieg bei den Luftangriffen auf Hannover zerstört worden, ebenso wie ein Gebäudeteil in Richtung der Prinzenstraße. Schaden an der Gemäldesammlung entstand nicht, da sie bereits in das 1902 errichtete Landesmuseum umgezogen war.
Von 1970 bis 1990 hatte das Amerika-Haus Hannover seinen Sitz im Erdgeschoss der Cumberlandschen Galerie.

## Heutige Nutzung

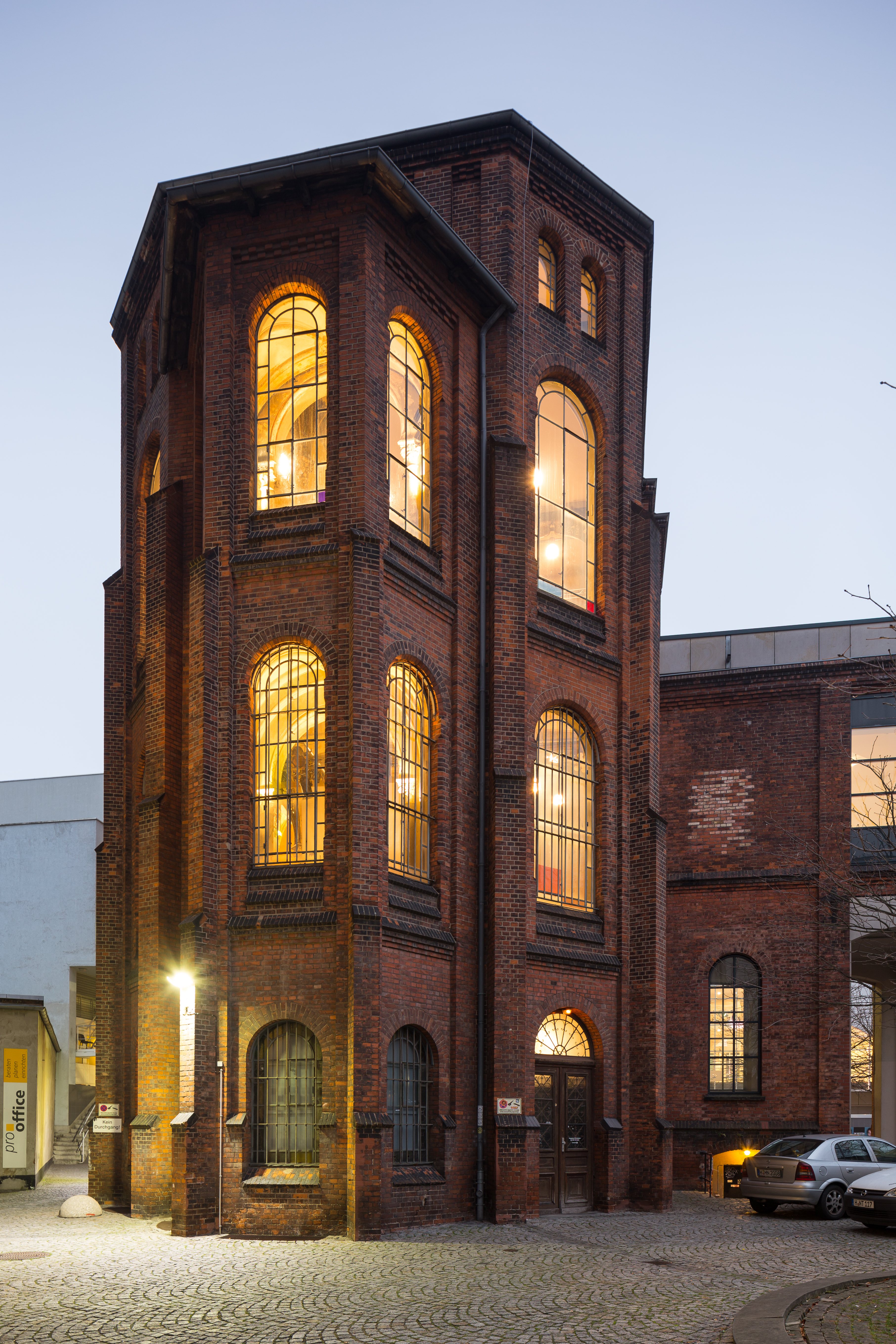
Das historische Treppenhaus wird heute unter anderem für Theateraufführungen des Schauspielhauses Hannover genutzt

Nach den Luftangriffen im Zweiten Weltkrieg ist von dem einstigen Galeriegebäude nur das ehemalige, heute denkmalgeschützte Treppenhaus erhalten geblieben. Es handelt sich um einen opulenten Bau mit dreiläufiger Treppe und mit chorartigem Anbau mit gusseisernen Stützen und breiten Stufen. Das Treppenhaus steht unter Denkmalschutz.
Heute wird die Cumberlandsche Galerie hauptsächlich für Aufführungen des Schauspiels Hannover genutzt. Die Galerie ist mit ihren maximal 80 Plätzen eine von fünf Spielstätten des Schauspielhauses, in das es architektonisch in das 1992 eröffnete Schauspielhaus als Hinterflügel integriert ist. 
Die Cumberlandsche Bühne wurde 2009 in den Räumen im Obergeschoss an der Prinzenstraße eröffnet und bietet mit ihren 200 Plätzen einen Spielort für Gegenwartsdramatik, Projekte und Adaptionen. Bis dahin wurde sie lediglich als Probebühne genutzt und ermöglicht heute Aufführungen mit Kulisse. Eine Besonderheit ist die variable Gestaltung der Sitzplätze, die somit eine ungewöhnliche Sicht auf das Geschehen bietet. So bot beispielsweise das Stück Träumer (Premiere im Oktober 2009) mit drei Perspektiven auch drei unterschiedliche Theatererlebnisse.
Im Treppenhaus der Galerie finden nur Aufführungen statt, die ohne Kulisse und Bühnenbild auskommen, da Veränderungen an dem denkmalgeschützten Gebäude nicht zulässig sind. Die Galerie bietet wegen der begrenzten Sitzplatzzahl die Möglichkeit zur Aufführung kleinerer Theaterprojekte. Das Stück Nipplejesus wird seit dem Jahre 2009 dauerhaft in dem Gebäude aufgeführt. Dabei können die verschiedenen Ebenen des Treppenhauses je nach Bedarf bespielt werden (wie etwa in Der Hals der Giraffe) und auch das Geländer fungierte bei Aufführungen (wie beispielsweise in dem Neo-Noir-Thriller Böser Hun) bereits als Bühnenbild. Die Stufen dienen jedoch auch häufig als Sitzplätze, wie bei der „Montagsbar“, bei der Mitglieder des Ensembles des Schauspielhannover regelmäßig auftreten.
Neben den Theateraufführungen finden auch Lesungen und Partyveranstaltungen statt. Im Jahr 2019 eröffnete die „Cumberlandsche“-Bar, wo auch wöchentliche Clubabende mit wechselnden DJs in den historischen Räumen stattfinden.